# Polaroid (Jonas Blue, Liam Payne & Lennon Stella)
Polaroid is een nummer uit 2018 van de Britse dj Jonas Blue, de eveneens Britse zanger Liam Payne en de Canadese zangeres Lennon Stella. Het is de achtste single van Blue's debuutalbum Blue, en de vijfde van Payne's debuutalbum LP1.
Het nummer, waarin dancepop en R&B met elkaar worden gecombineerd, werd in diverse landen een hitje. In het Verenigd Koninkrijk haalde het de 12e positie. "Polaroid" haalde in de Nederlandse Top 40 een bescheiden 20e positie, en in de Vlaamse Ultratop 50 was het goed voor een 29e notering.